# A Million Voices

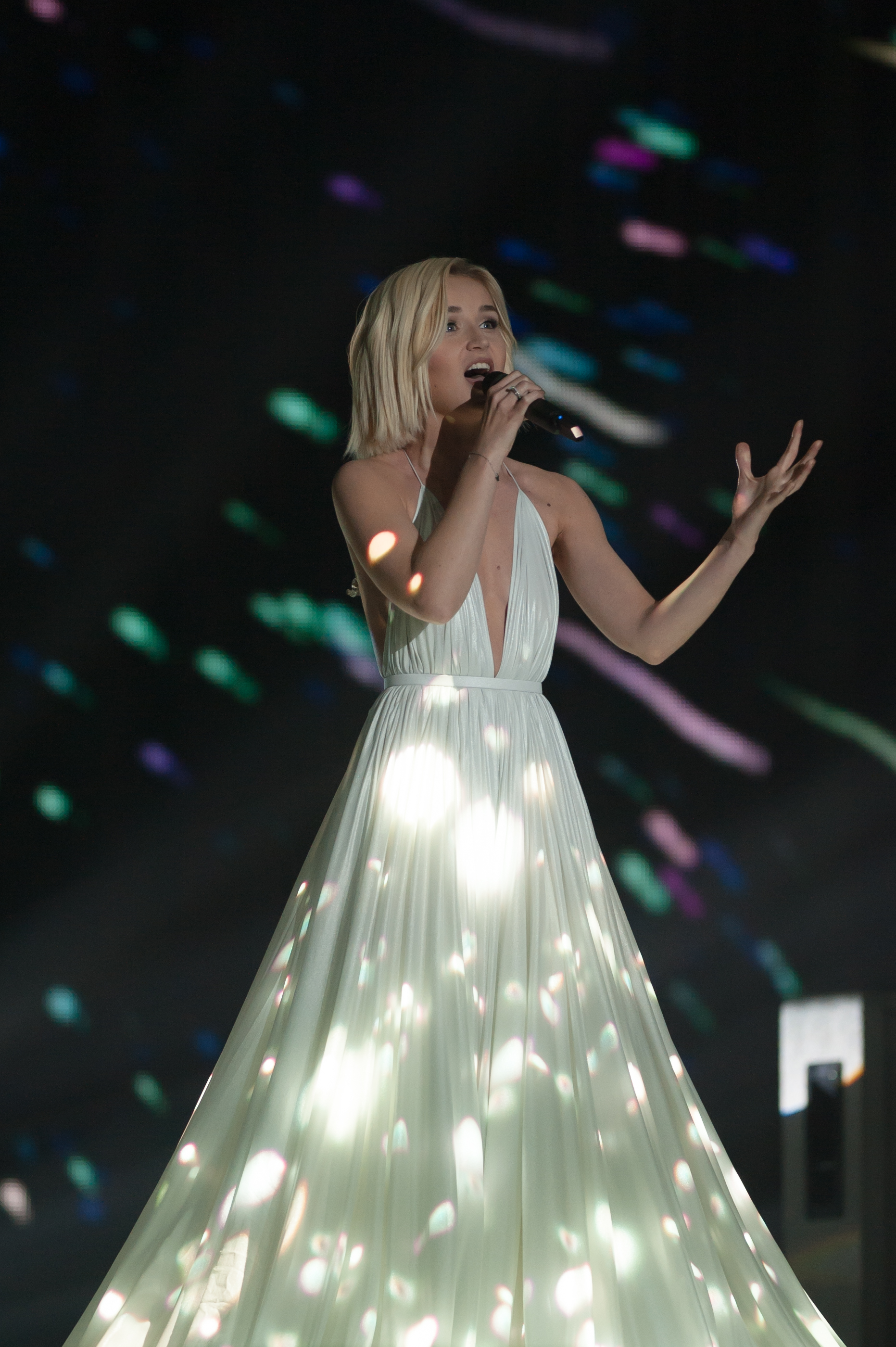
Polina Gagarina podczas prób do 60. Konkursu Piosenki Eurowizji w 2015 roku

A Million Voices – singiel rosyjskiej piosenkarki Poliny Gagariny, wydany 11 marca 2015. Utwór napisany przez Gabriela Alaresa, Joakima Björnberga, Katrinę Noorbergen, Leonida Gutkina i Władimira Mateckiego.
21 maja 2015 białoruski zespół pop-rockowy Litesound przedstawił cover tego utworu oraz teledysk.
14 lipca 2015 na antenie Russkoje Radio została zaprezentowana rosyjskojęzyczna wersja utworu pod tytułem „Miliony gołosow” (Миллионы голосов).

## Historia utworu

### Teledysk
Teledysk do piosenki ukazał się 15 marca 2015. Tego samego dnia został opublikowany na oficjalnym kanale konkursu Eurowizji na stronie internetowej YouTube. 1 czerwca 2015 utwór przekroczył ponad 11 milionów wyświetleń, co uczyniło go liderem wśród wszystkich piosenek Eurowizji 2015.
W zdjęciach do teledysku udział wzięło 25 osób. Byli to dzieci, dorośli i osoby w podeszłym wieku, różnych ras i narodowości, którzy mówią różnymi językami.

### Konkurs Piosenki Eurowizji
Utwór reprezentował Rosję podczas 60. Konkursu Piosenki Eurowizji w 2015 roku. Numer został wybrany na krajową propozycję wewnętrznie przez lokalnego nadawcę publicznego Pierwyj kanał.
19 maja piosenka została zaprezentowana jako dwunasta w kolejności podczas pierwszego półfinału widowiska organizowanego w Wiedniu i zakwalifikowała się do finału, w którym zajęła ostatecznie drugie miejsce z 303 punktami na koncie, w tym z maksymalnymi notami 12 punktów od Armenii, Azerbejdżanu, Białorusi, Estonii i Niemiec.

## Lista utworów
Digital download
1. „A Million Voices” – 3:05